# San Luis (Cochamó)
San Luis es una localidad ubicada en el margen oeste del Estuario de Reloncaví, frente a la localidad de  Cascajal al sur de la ciudad de Cochamó, forma parte integrante de la comuna de Cochamó, en la Región de Los Lagos, Chile.
Se accede a San Luis solo por vía acuática desde Cascajal y de la rampa de  Río Puelo. El nombre de esta localidad se debe a la capilla dedicada al santo patrono de este nombre.
San Luis basa su economía en agricultura de subsistencia y en la extracción de productos del mar.
Próximo a San Luis se encuentra la localidad de Sotomó.
El aeródromo más cercano es el Aeródromo Puelo Bajo.